# ألان سمارت
ألان سمارت (بالإنجليزية: Allan Smart)‏ (8 يوليو 1974 في المملكة المتحدة - ) هو لاعب كرة قدم بريطاني في مركز الهجوم. لعب مع أولدهام أثلتيك وبريستون نورث إيند وبورتاداون ودندي يونايتد وستوك سيتي وميلتون كينز دونز ونادي إنفرنيس ونادي بوري ونادي ساوثبورت ونادي كارلايل يونايتد ونادي كرو ألكساندرا ونادي نورثامبتون تاون ونادي هيبرنيان ونادي واتفورد ونادي بارسكو وCaledonian F.C. ‏.

## وصلات خارجية
- ألان سمارت على موقع قاعدة بيانات كرة القدم.إي يو (الإنجليزية)
- ألان سمارت على موقع Soccerbase.com (لاعب) (الإنجليزية)
- ألان سمارت على موقع عالم كرة القدم.نت (الإنجليزية)